# NHK在線
NHK在線（日语：エヌエイチケイオンライン）是日本放送協會的官方網站。NHK在1991年就取得了nhk.or.jp的域名。1995年10月6日開設了前身的官方網站。2000年代後期開始，NHK在線開始在觀眾參加型節目中發揮作用。

## 外部連結
- NHKオンライン（页面存档备份，存于）
  - NHKオンライン携帯・読み上げ版（页面存档备份，存于）
  - NHKケータイの案内サイト（页面存档备份，存于）